# Elephantomyia tayloriana
Elephantomyia tayloriana är en tvåvingeart som beskrevs av Alexander 1935. Elephantomyia tayloriana ingår i släktet Elephantomyia och familjen småharkrankar. Inga underarter finns listade i Catalogue of Life.